# Interfície d'usuari
La interfície d'usuari és el medi amb què l'usuari pot comunicar-se amb una màquina, un equip o una computadora, i comprèn tots els punts de contacte entre l'usuari i l'equip. Una bona interfície té una bona ergonomia que la fa fàcil d'entendre i d'utilitzar. Es fa servir també l'argot anglés, Human Machine Interface (HMI) o el més antiquat man-machine interface (MMI).

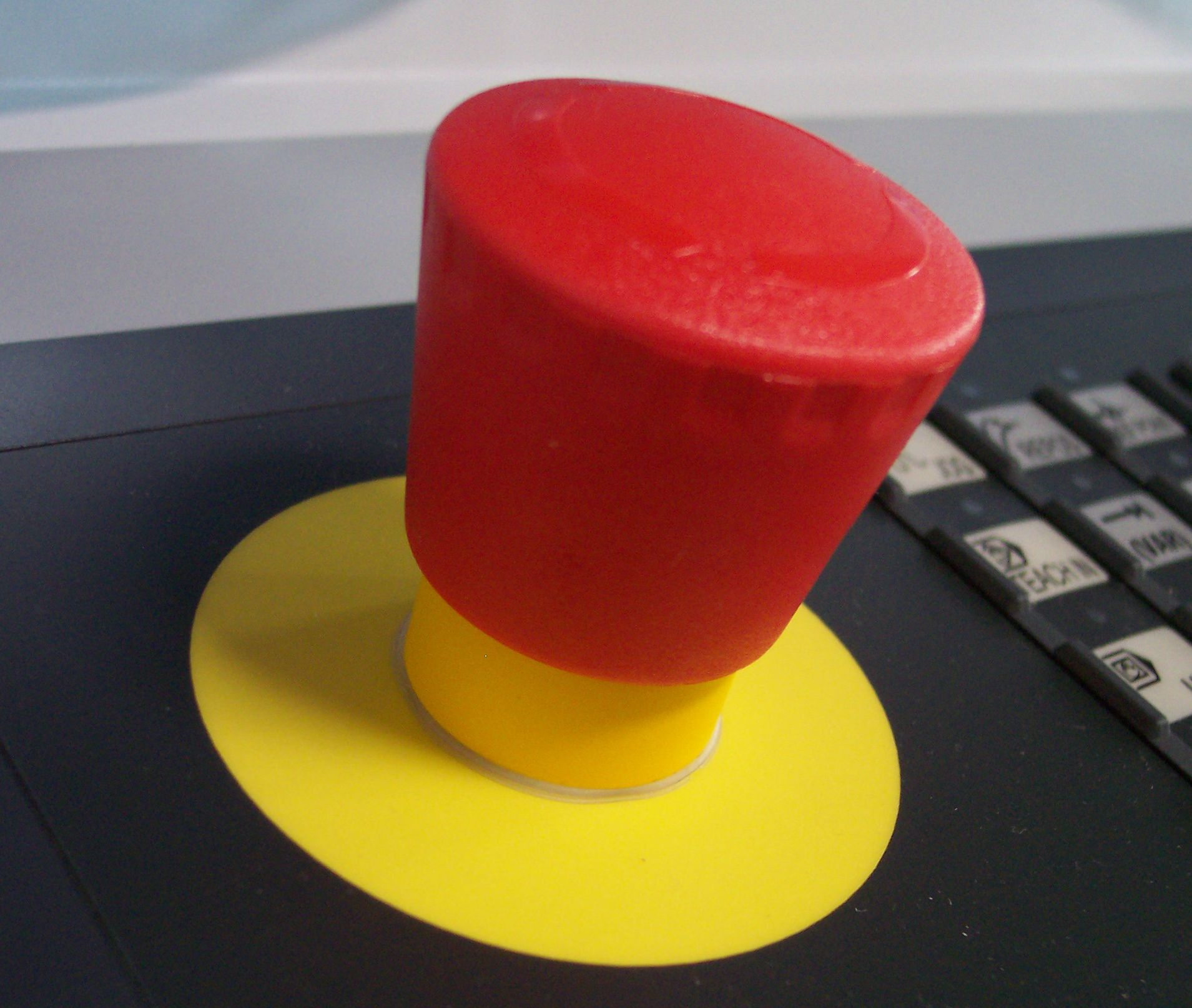
Una interfície d'usuaria senzilla: el botó d'emergència

Per treballar amb un sistema, els usuaris han de ser capaços de controlar-lo, avaluar-ne l'estat i fer la tasca que volen fer amb l'ajuda de la màquina o d'una eina. Crear una interfície comoda, pràctica i quan més intuïtiu possible, és alhora una ciència i un art. El botó d'aturada d'emergència vermell n'es un bell exemple: és una interfície gairebé universal, tothom el recogneix i sap que s'ha de fer i no ha de llegir tot un manual per poder actuar en cas d'urgència. En tasques més complexes es pot citar l'interfície d'un automòbil compost de tauler de control, pedals i el volant: després de l'aprenentatge, es pot fàcilment canviar d'auto i conduir-lo sense llegir tot el manual.
Evidentment, hi ha tasques molt més complexes fetes per humans amb màquines que demanen més formació, però il·lustra en la forma més senzilla el que és una interfície d'usuari. L'usabilitat, ser fàcil d'utilitzar, és una qualitat de primer ordre d'una bona interfície, i des de la darreria del segle xx s'hi ha afegit l'accessibilitat per a persones amb una discapacitat.

Un cas particular d'interfície d'usuari és la interacció persona-ordinador.

## Disseny d'interfície

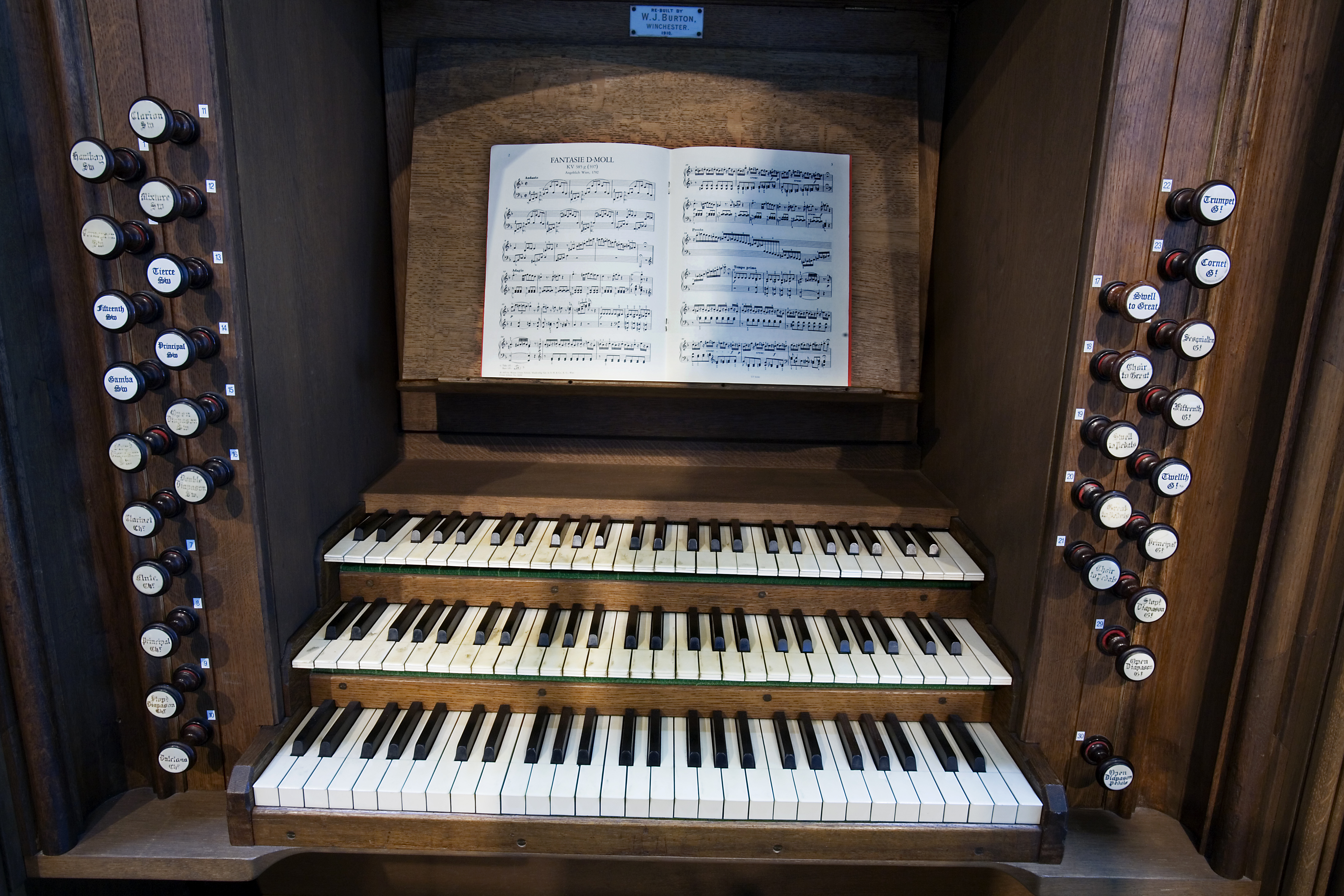
Una interfície d'usuari complexa i analògica: el teclat i botons de registre d'un orgue

Fins a la darreria del segle xx, moltes màquines funcionaven sense informàtica ni programari i l'interfície era un conjunt de controls analògics (botons, palanques, volant, instruments de mesura analògics (temperatura, velocitat, pressió…), quadres de comandament, rellotgeria mecànica, indicadors lluminosos, relés etc. Qualsevol gest concret de l'usuari havia un efecte directe sobre el mecanisme.
Els mètodes principals utilitzats en el disseny de la interfície inclouen la creació de prototips i la simulació. El disseny típic d'interfície home-màquina consta de les etapes següents: especificació d'interacció, especificació de l'interfície física, de l'eventual programari darrere de l'interfície i la creació de prototips.
- Les pràctiques comunes per a l'especificació d'interacció inclouen disseny centrat en l'usuari, persona, disseny orientat a activitats, disseny basat en escenaris i disseny de resiliència.
- Les pràctiques comunes per a l'especificació de programari d'interfície inclouen casos d'ús i restringeixen l'aplicació mitjançant protocols d'interacció (destinats a evitar errors d'ús).
- Les pràctiques comunes per crear prototips es basen en biblioteques d'elements d'interfície (controls, decoració, etc.).

### Principis de qualitat
Una bona interfície ha d'omplir vuit condicons essencials
1. Claredat: la interfície evita l'ambigüitat en deixar tot clar a través del llenguatge, la fluïdesa, la jerarquia i les metàfores dels elements visuals.
2. Concisió:[7] No hi pot haver-hi massa informació que fa difícil trobar els elements pertinents. Fer que una interfície sigui clara i concisa alhora demana podar tot el que és superflu.
3. Familiaritat:[8] Fins i tot si algú fa servir una interfície per primera vegada, certs elements encara poden ser familiars. Una correspondència o analogia amb la vida real en simplifica l'ús.[9]
4. Capacitat de resposta:[10] Una bona interfície ha de ser ràpid. Això vol dir que la interfície ha de donar bons comentaris a l'usuari sobre el que està passant i si l'entrada de l'usuari s'està processant correctament. Això inclou les micronteraccions, com les animacions de botons, pantalles de càrrega, notificacions, etc...
5. Consistència:[11] Mantenir la coherència de la interfície a tota l'aplicació és important perquè permet als usuaris reconèixer els patrons d'ús. La consistència es pot assolir no només visualment, sinó també en la forma d'interacció.
6. Estètica: A més de crear un ambient més agradable per a l'usuari, la claredat també dependrà de l'estètica.
7. Eficiència: Una bona interfície hauria de permetre una navegació òptima i l'ús de dreceres per millorar la productivitat de l'usuari.
8. Perdó: una bona interfície no ha de castigar els usuaris pels seus errors, sinó que ha de proporcionar els mitjans per posar-hi remei.

### Principi de la menor sorpresa
El principi de la menor sorpresa (POLA abreujat en anglès) és un principi general en el disseny de tota mena d'interfícies, i que es basa en la suposició que els éssers humans només poden parar atenció completa a una cosa alhora, el que porta a la conclusió que la novetat s'ha de minimitzar.

### Principi de formació d'hàbits
Si una interfície es fa servir persistentment, l'usuari inevitablement desenvoluparà un hàbit per utilitzar la interfície. El paper del dissenyador pot caracteritzar-se llavors com assegurar que l'usuari adquireixi bons hàbits. Si el dissenyador té experiència amb altres interfícies, desenvoluparà hàbits de manera semblant i, sovint, farà suposicions inconscients sobre com l'usuari interactuarà amb la interfície.

### Un model de criteris de disseny: Panell d'experiència d'usuari

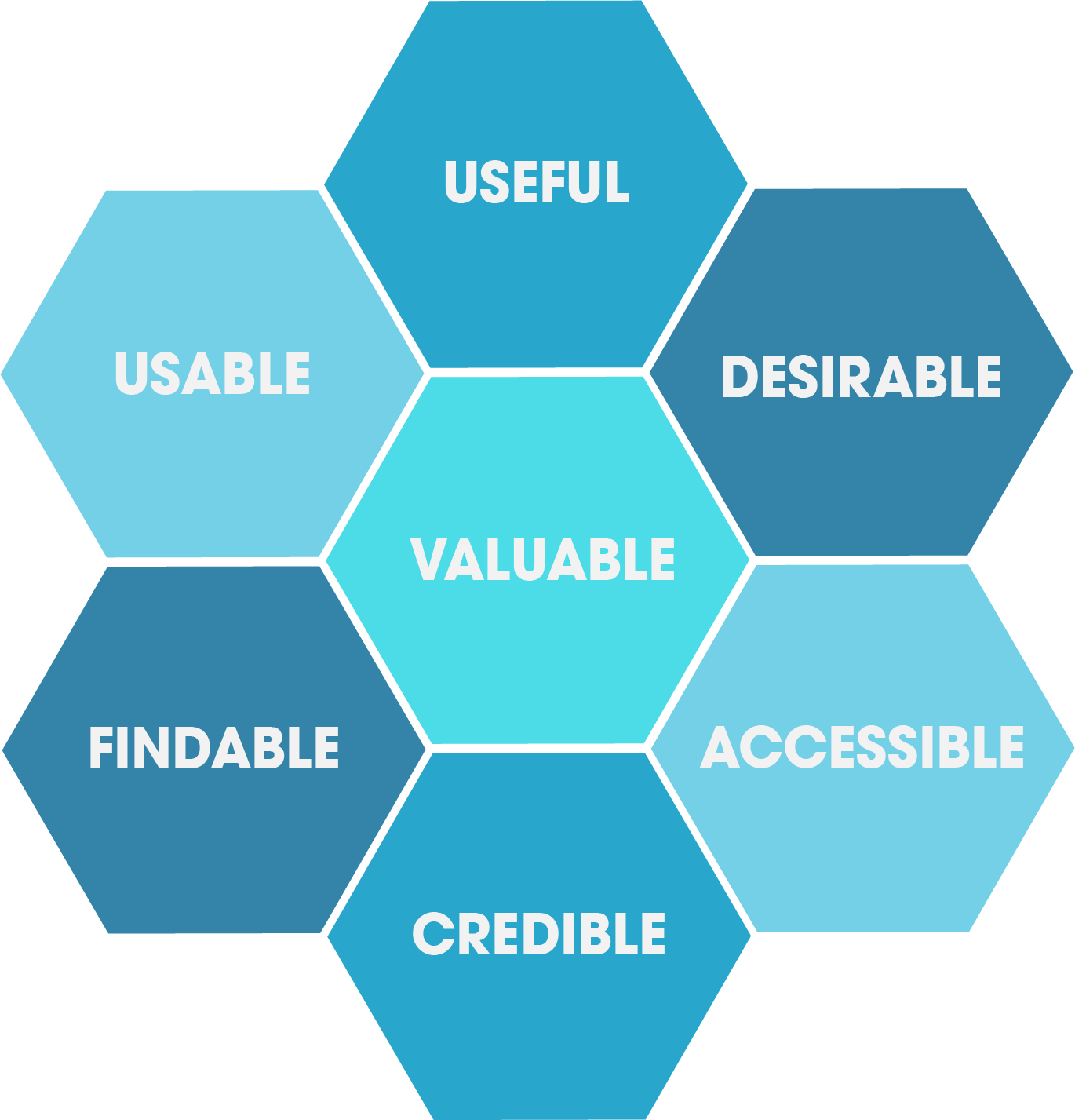
Panell de disseny d'experiència d'usuari dissenyat per Peter Morville

Peter Morville de Google va dissenyar el marc User Experience Honeycomb el 2004 quan dirigia operacions en el disseny d'interfície d'usuari. El marc va ser creat per guiar el disseny de la interfície d'usuari. Actuaria com una guia per a molts estudiants de desenvolupament web durant una dècada.
1. Usable: El disseny del sistema és fàcil i simple d'utilitzar? L'aplicació ha de sentir-se familiar i ha de ser fàcil d'usar.[16][15]
2. Útil: L'aplicació satisfà una necessitat? El producte o servei d'una empresa ha de ser útil.[15]
3. Desitjable: El disseny de l'aplicació és elegant i va al gra? L'estètica del sistema ha de ser fàcil i atractiva de traduir.[15]
4. Localitzable: els usuaris poden trobar ràpidament la informació que cerquen? La informació ha de ser localitzable i fàcil de navegar. Un usuari mai no hauria de buscar el seu producte o informació.[15]
5. Accessible: L'aplicació admet text ampliat sense trencar el marc? Una aplicació ha de ser accessible per a persones amb discapacitat.[15]
6. Creïble: L'aplicació mostra seguretat fiable i detalls de l'empresa? Una aplicació ha de ser transparent, segura i honesta.[15]
7. Valuós: L'usuari final ho percep valuós? Si es compleixen els 6 criteris, l'usuari final trobarà valor i confiança a l'aplicació.[15]

Els sistemes HMI podem pesar-los com una "finestra" d'un procés. Aquesta finestra pot estar en dispositius especials com panells d'operadors o una computadora. Els sistemes HMI en computadores es coneixen també com programari HMI o de monitoreig i control de supervisió. Els senyals del procés són conduïts al HMI per mitjans de dispositius com targetes d'entrada/sortida en la computadora, PLC's (Controladors Lògics Programables), RTU (Unitat Remotes de I/O) o drive (Variadors de velocitat de motors). Tots aquests dispositius han de tenir una comunicació que entengui el HMI.
Es poden definir tres tipus d'interfície d'usuari:
A) Una interfície de hardware, a nivell dels dispositius utilitzats per ingressar, processar i entregar les dades: teclat, ratolí i pantalla visualitzadora.
B) Una interfície de programari, destinada a entregar informació sobre els processos i eines de control, mitjançant el que l'usuari observa habitualment a la pantalla.
Funcions bàsiques d'un programari HMI:
- Monitoratge: És l'habilitat d'obtenir i mostrar dades en temps real. Aquestes dades es poden mostrar com a nombres, textos o gràfics que permetin una lectura més fàcil d'interpretar.
- Supervisió: Aquesta funció permet juntament amb el monitoratge, la possibilitat d'ajustar les condicions de treball del procés directament des de la computadora.
- Alarmes: És la capacitat de reconèixer esdeveniments excepcionals dins del procés i reportar-lo en aquests esdeveniments. Les alarmes són reportades basades en límits de control preestablerts.
- Control: És la capacitat d'aplicar algoritmes que ajustin els valors del proses i així mantenir aquests valors dins de certs límits. Control va més enllà del control de supervisió removent la necessitat de la interacció humana. Tot i així, l'aplicació d'aquesta funció des d'un programari corrents en un PC pot quedar limitada per la confiança que vol obtenir-se del sistema.
- Històrics. És la capacitat de mostreig i emmagatzematge en arxius, dades del procés a una determinada freqüència. Aquest emmagatzematge de dades és una poderosa eina per a l'optimització i correcció de processos.
C) Una interfície de programari-maquinari, aquest permet un pont entre la màquina i les persones, permet a la màquina entendre la instrucció i a l'home entendre el codi binari traduït a informació llegible.
Les interfícies bàsiques d'usuari són aquelles que inclouen coses com menús, finestres, teclats, ratolins, els sorolls i alguns altres sons que la computadora fa, i en general, tots aquells canals pels quals es permet la comunicació entre l'ésser humà i la computadora. La millor interacció humà-màquina es produeix a través d'una adequada interfície (Interfície d'Usuari), que li proporcioni tanta comoditat com eficiència.
Interfície d'usuari és la manera en què els usuaris es poden comunicar amb un ordinador, i comprèn tots els punts de contacte entre l'usuari i l'equip. Les seves funcions principals són:
- Manipulació de fitxers i directoris
- Eines de desenvolupament d'aplicacions
- Comunicació amb altres sistemes
- Informació d'estat
- Configuració de la mateixa interfície i entorn
- Intercanvi de dades entre aplicacions
- Control d'accés
- Sistema d'ajuda interactiu

## Introducció

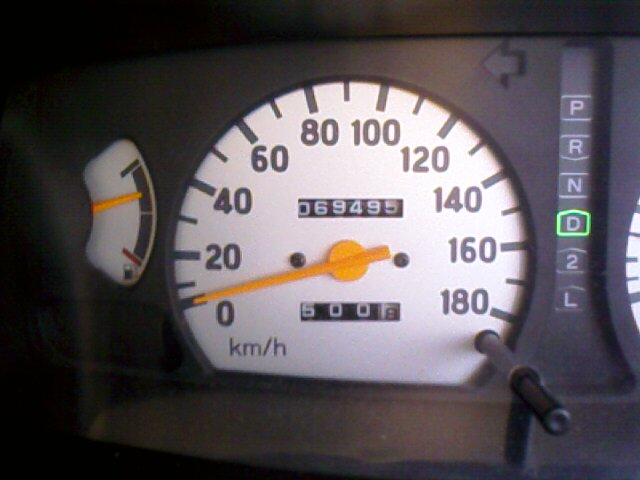
El velocímetre és un dispositiu de sortida

Per treballar amb un sistema, els usuaris han de ser capaços de controlar i avaluar l'estat del sistema. Per exemple, en conduir un automòbil, el controlador utilitza el volant per a controlar la direcció del vehicle, i el pedal de l'accelerador, fre i palanca de canvis per controlar la velocitat del vehicle. El conductor percep la posició del vehicle mirant pel parabrisa i la velocitat exacta del vehicle mitjançant la lectura del velocímetre. La interfície d'usuari de l'automóbil está en el conjunt composta pels instruments que el conductor pot utilitzar per a realitzar les tasques de conducció i manteniment de l'automòbil.

## Valoració i objectius
El principal objectiu d'una interfície d'usuari és que aquest (l'usuari) es pugui comunicar mitjançant la interfície) amb algun tipus de dispositiu, com per exemple un PC o una PDA. Aconseguida aquesta comunicació apareix un segon objectiu: que aquesta comunicació es pugui desenvolupar de la manera més fàcil i còmoda possible per l'usuari. Malgrat tot, les interfícies no sempre són intuïtives. Es dona el cas per exemple en les interfícies de línia d'ordres (CLI), que es troben en alguns sistemes operatius com els NOS dels ruters o alguns 'shell' d'Unix, DOS, etc. Aquestes interfícies són les primeres que van utilitzar els ordinadors i actualment estan antiquades, encara que els més nostàlgics les segueixen preferint perquè se saben de memòria les ordres. També és important reconèixer les interfícies de línia d'ordres com el millor mitjà perquè l'administrador del sistema pugui dur a terme tasques complexes, i per això se segueixen utilitzant i tot sistema operatiu disposa d'un intèrpret d'ordres (shell a Unix, consola, o el símbol del sistema en Windows) com a part fonamental de la interfície de l'usuari. Per exemple si volem crear un usuari en un sistema disposem d'un programa que activarem amb doble clic del ratolí i emplenarem una sèrie de dades en una finestra de diàleg. Una vegada hem omplert les dades i confirmem l'operació que estem realitzant ja tenim l'usuari creat. Per tant, això és molt més fàcil que no pas recordar la comanda i les opcions per fer-ho sense la interfície. Aquest tipus de coses són les que fan útils les connexions entre la màquina i l'home. Ara imagini que és l'administrador d'un sistema que ha de crear 200 usuaris. Segurament no li és difícil d'imaginar el molest de l'operació. Això se soluciona creant el que es diuen "scripts" o petits programes que realitzen tasques en un sistema operatiu. Són fitxers BAT en Windows i shell scripts en Unix/Linux. Aquests petits programes utilitzen el conjunt de comandes que ofereix el sistema. A més, no tot es pot fer a través de la interfície gràfica, hi ha certes funcions per a usuaris avançats i administradors que només és possible realitzar-les mitjançant ordres.
Hi ha tres tipus d'interfícies d'usuari:
- Interfícies alfanumèriques (intèrprets de comandes)
- Interfícies gràfiques d'usuari (GUI, Graphic User Interface), les que permeten comunicar-se amb l'ordinador d'una forma ràpida, intuïtiva i com el seu nom indica, gràfica (a través de finestres, botons i eines d'aquest tipus).
- Interfícies tàctils que representen gràficament un "panell de control" en una pantalla sensible que permet interaccionar amb el dit de forma similar a l'accionament d'un control físic.

Poden ser de maquinari o de programari:
- En el primer cas es tracta d'un conjunt de dispositius que permeten la interacció entre home i màquina, de mode que permeten ingressar i agafar dades de l'ordinador
- Interfícies de programari que són programes o part d'ells que permeten comunicar-se amb l'ordinador

Les interfícies bàsiques d'usuari són aquelles que inclouen coses com ara menús, finestres, teclats, ratolins, els beeps i alguns altres sons que la computadora fa, en general, tots aquells canals pels quals es permet la comunicació entre el ser humà i la computadora. La millor interacció humà-màquina a través d'una adequada interfície (Interfície d'Usuari), que li proporcioni tant comoditat, com eficiència
Tot i així, no es tracta sempre d'interfícies intuïtives com és el cas de la línia d'ordres (CLI), que es troba en alguns sistemes operatius com els NOS dels encaminadors o alguns intèrprets de comandes d'Unix, MS-DOS, etc.
El disseny de la interfície és crític per a l'ús de l'equip, hi ha algunes molt ben dissenyades que incorporen controls intuïtius i de fàcil ús, en canvi n'hi ha d'altres que, pel seu mal disseny, són difícils d'utilitzar sense estudiar un manual o rebre formació de l'expert.